# Ghẹ dĩa
Ghẹ dĩa hay ghẹ đỏ (danh pháp hai phần: Portunus haanii) ) là loài giáp xác mười chân. Đây là loài thủy sản thương mại của Việt Nam và Trung Quốc.